# Salix salviifolia
Salix salviifolia — вид квіткових рослин із родини вербових (Salicaceae).

## Морфологічна характеристика
Це кущ середнього чи високого розміру чи невелике дерево.

## Середовище проживання
Португалія й Іспанія. Зустрічається по берегах струмків і сирих місцях. Зустрічається в кременистих ґрунтах; на висотах від 5 до 1700 метрів.

## Загрози
Основна загроза для підвиду Salix salviifolia subsp. australis було ідентифіковано як модифікацію структур внутрішніх водних потоків. Будівництво та управління дамбами або забір води можуть вплинути на вид.

## Використання
Рослину можна використовувати для плетіння кошиків і в декоративних цілях.

## Галерея

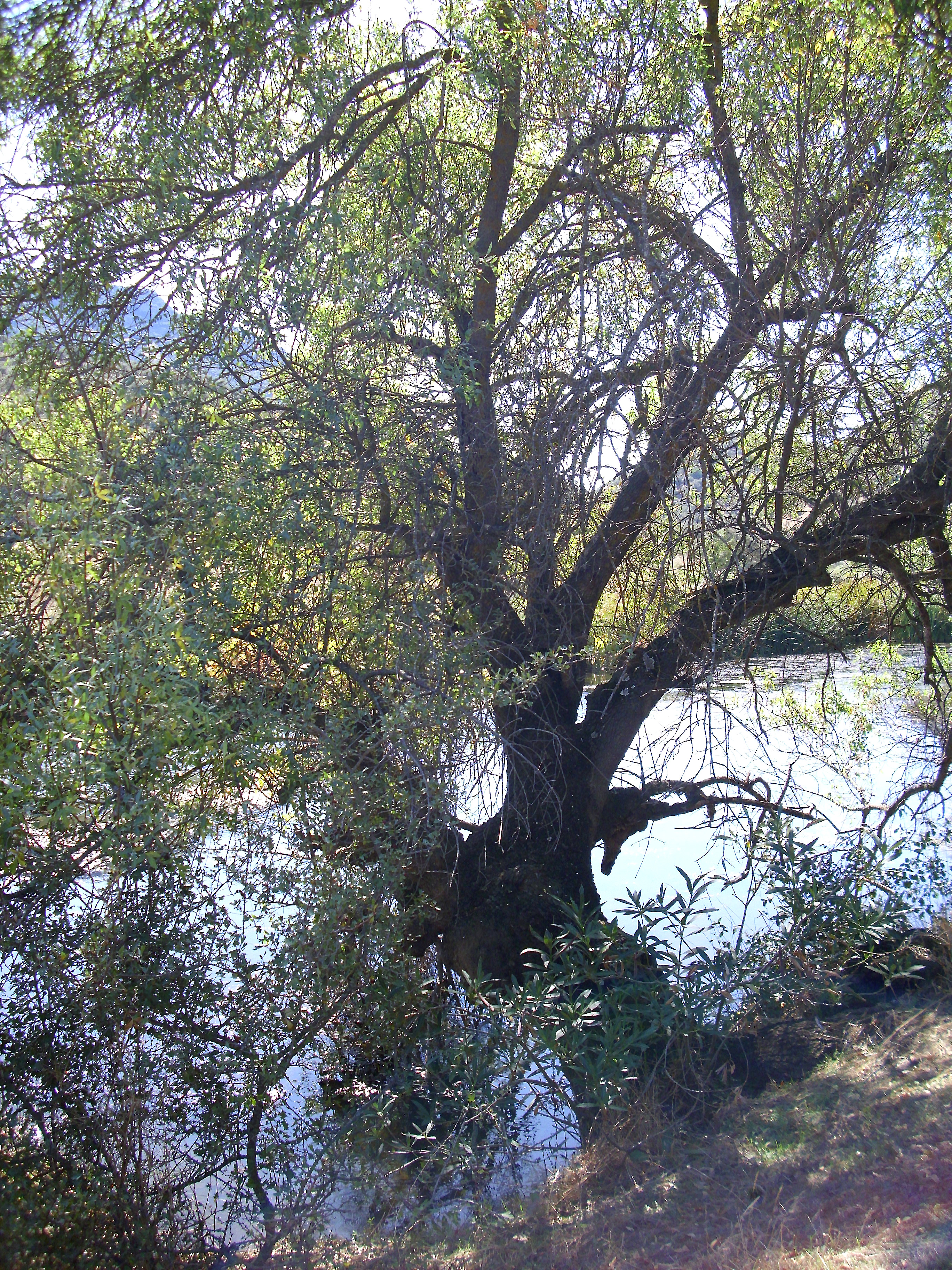
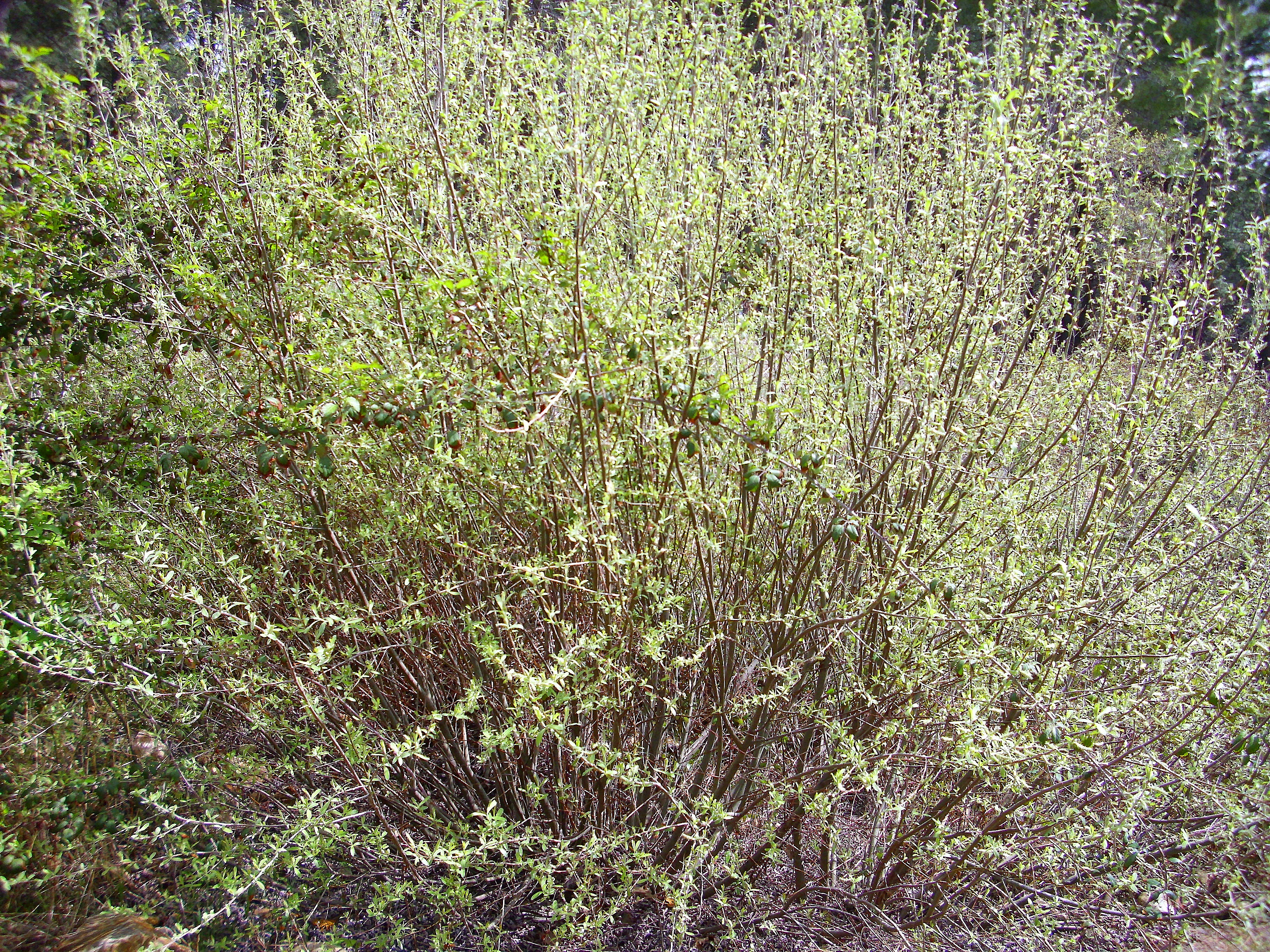
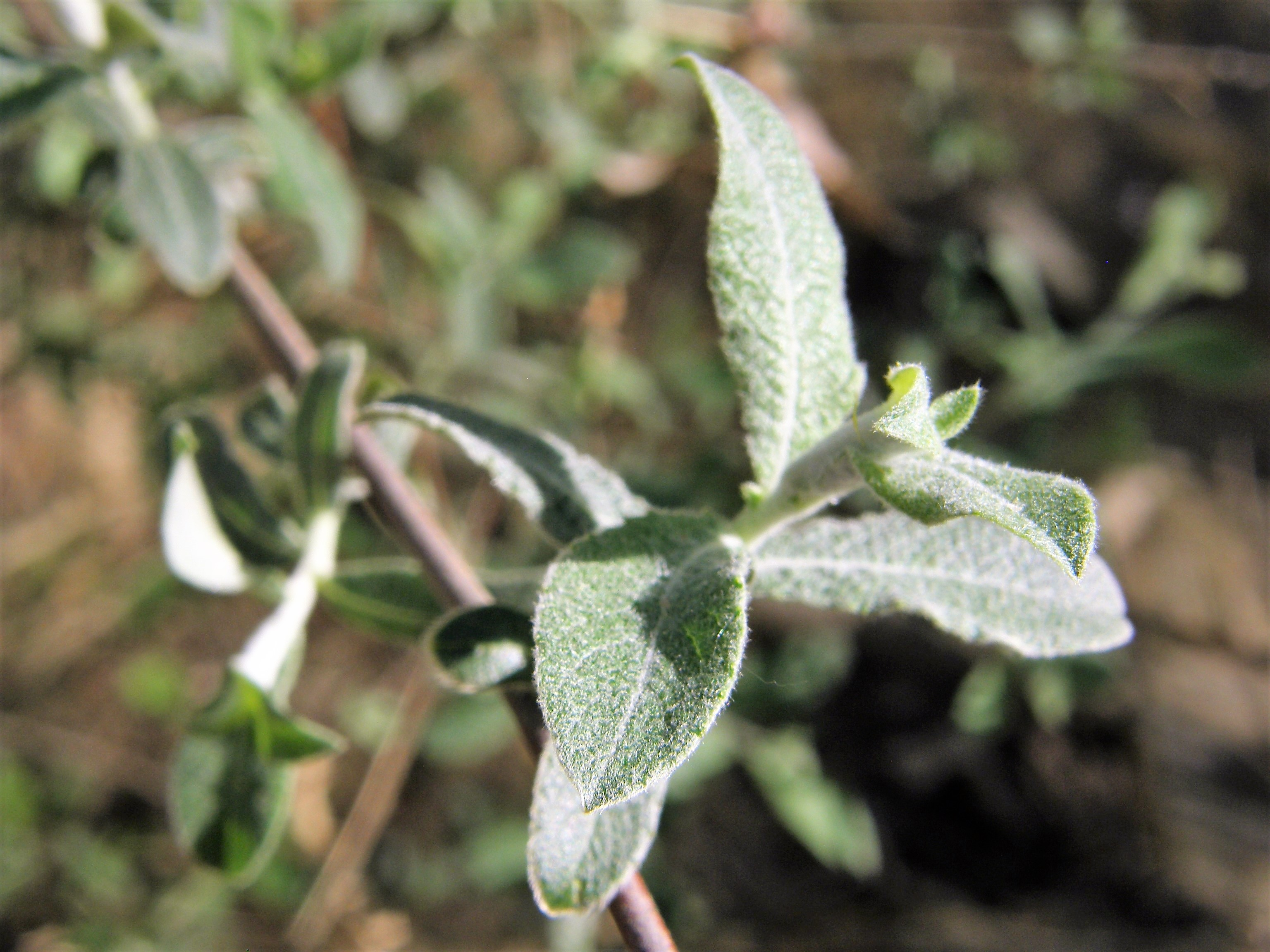
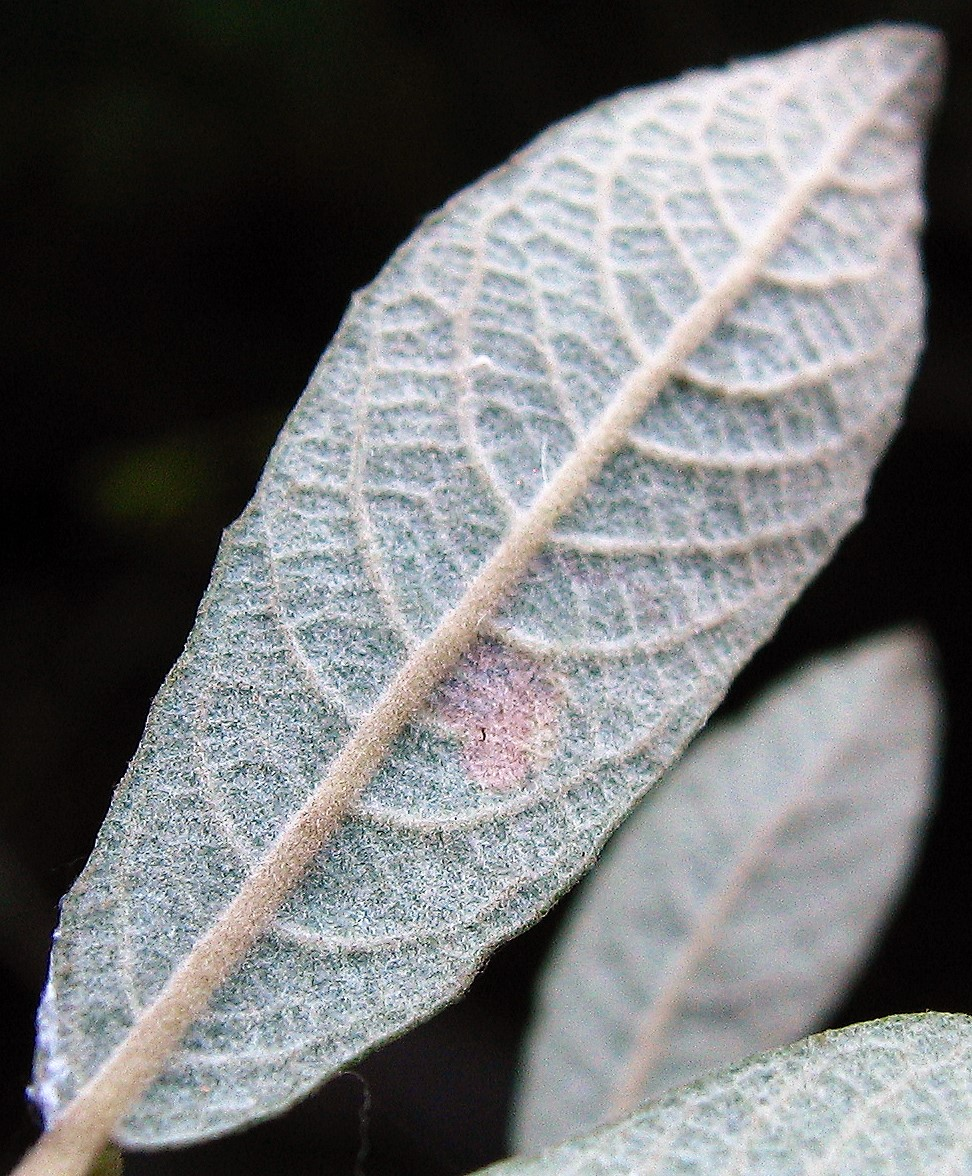
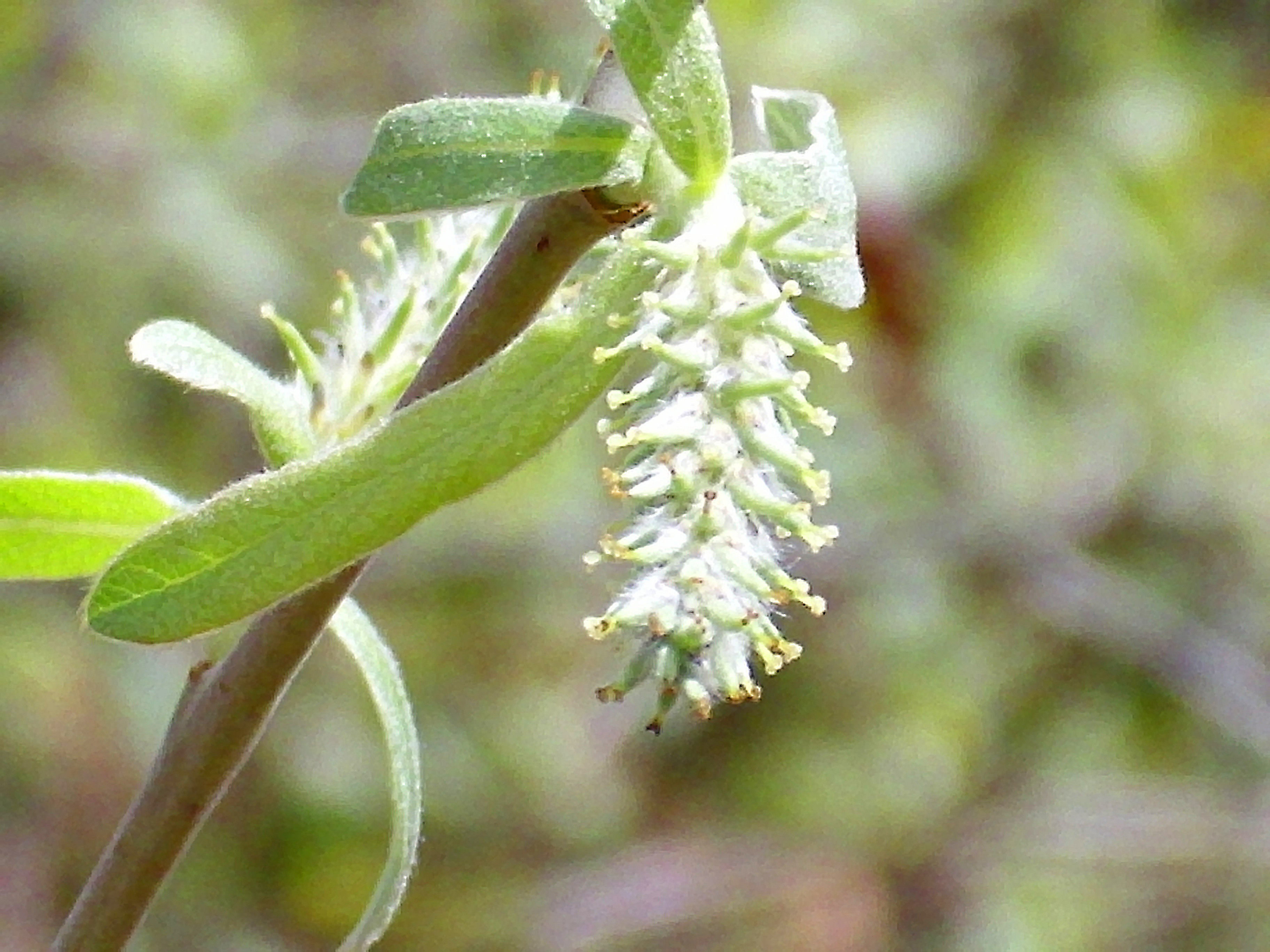